# Europäischer Landwirtschaftsfonds für die Entwicklung des ländlichen Raums

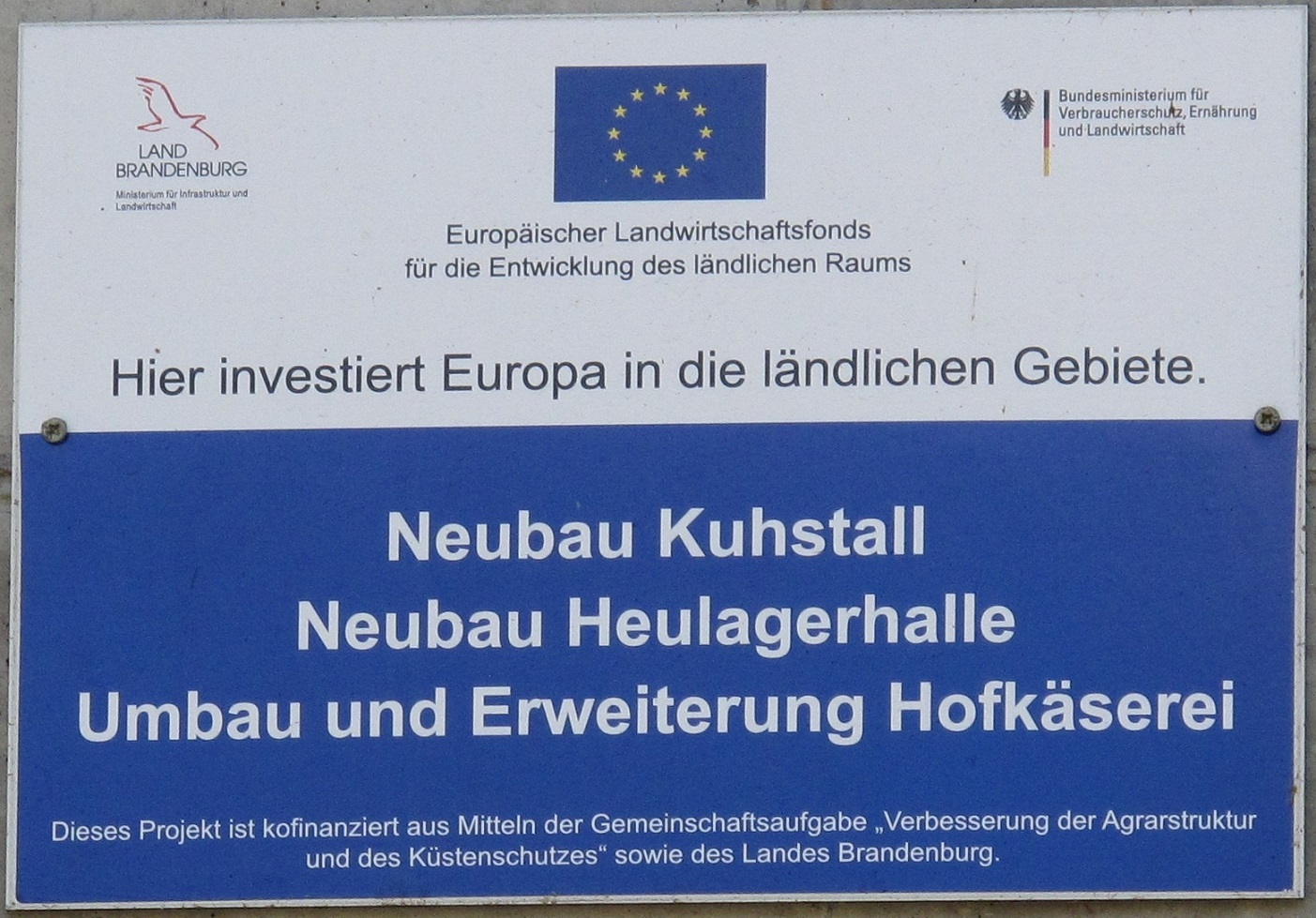
Schild des Fonds mit Fördermaßnahmen auf dem Hof Marienhöhe, Brandenburg

Der Europäische Landwirtschaftsfonds für die Entwicklung des ländlichen Raums, meist nur unter seiner Kurzbezeichnung ELER bekannt, fördert die Entwicklung des ländlichen Raums in der Europäischen Union. Er ist einer der fünf Europäischen Struktur- und Investitionsfonds, der die sogenannte 2.  (Strukturpolitik-) Säule der gemeinsamen EU-Agrarpolitik (GAP) finanziert, und soll die landwirtschaftlichen Direktzahlungen in der 1. Säule der GAP flankieren.
Der ELER wurde durch eine Verordnung des Rates der Europäischen Union vom 20. September 2005 errichtet und nahm seine Tätigkeit im Jahre 2007 auf.
Der ELER löste einen Teil des Europäischen Ausrichtungs- und Garantiefonds für die Landwirtschaft (EAGFL) ab. Im ELER haben die Mitgliedsstaaten (in Deutschland die Bundesländer) Spielräume bei der Ausgestaltung einzelner EU-geförderter Maßnahmen. Ein wesentlicher Bestandteil des ELER sind Agrarumweltmaßnahmen, die landwirtschaftliche Bewirtschaftungsänderungen im Sinne des Umwelt- oder Naturschutzes honorieren. Die Bewertung von ELER-geförderten Maßnahmen bezüglich der Auswirkungen auf Umwelt- und Naturschutz fallen gemischt aus. Neben effektiven Maßnahmen finden sich je nach Bundesland auch viele nicht-effektive.

## Förderperiode 2007 bis 2013
Der ELER hatte 4 Schwerpunkte, die auch als Achsen bezeichnet wurden:
1. Steigerung der Wettbewerbsfähigkeit von Land- und Forstwirtschaft
2. Verbesserung des Umwelt- und des Tierschutzes in der Landschaft
3. Steigerung der Lebensqualität im ländlichen Raum und Diversifizierung der ländlichen Wirtschaft
4. LEADER

## Förderperiode 2014 bis 2020
Der ELER und der Europäische Garantiefonds für die Landwirtschaft (EGFL) sind die beiden Finanzierungsinstrumente der Gemeinsamen Agrarpolitik (GAP). Die ELER-Verordnung ist die rechtliche Grundlage für die als zweite Säule der GAP bezeichnete Politik.
In der Förderperiode von 2014 bis 2020 verfolgt die ELER-Förderung folgende Ziele, die als „sechs Prioritäten“ bezeichnet werden:
1. Förderung von Wissenstransfer und Innovation in der Land- und Forstwirtschaft und den ländlichen Gebieten
2. Förderung der Wettbewerbsfähigkeit aller Arten von Landwirtschaft und des Generationswechsels in den landwirtschaftlichen Betrieben
3. Förderung der Organisation der Nahrungsmittelkette und des Risikomanagements in der Landwirtschaft
4. Wiederherstellung, Erhaltung und Verbesserung von Ökosystemen, die von der Land- und Forstwirtschaft abhängig sind
5. Förderung der Ressourceneffizienz und Unterstützung des Agrar-, Ernährungs- und Forstsektors beim Übergang zu einer kohlenstoffarmen und klimaresistenten Wirtschaft
6. Förderung der sozialen Eingliederung, der wirtschaftlichen Entwicklung und der Bekämpfung der Armut in den ländlichen Gebieten

Die Umsetzung erfolgt dezentral durch die Mitgliedstaaten auf der Grundlage gesamtstaatlicher Planungen. In Deutschland setzt jedes Bundesland ein eigenes sogenanntes „Entwicklungsprogramm für den ländlichen Raum“ um. Förderrichtlinien der Länder wie die Stallbauförderung (Agrarinvestitionsförderung), landwirtschaftliche Diversifizierung, Flurneuordnung und ländlicher Wegebau, forstliche Förderungen, die Dorferneuerung und Regionalentwicklung, die Förderung benachteiligter Gebiete, die Ökolandbauförderung, die Tierschutz-, Agrarumwelt- oder Vertragsnaturschutzprogramme werden in den meisten Bundesländern in den Entwicklungsprogrammen für den ländlichen Raum gebündelt und so mit einer EU-Kofinanzierung versehen (50–75 % der Mittel können dann von der EU aus dem ELER-Fonds kommen). Baden-Württemberg setzt beispielsweise die Landschaftspflegerichtlinie (LPR) im Rahmen des ELER um. Die gesamtstaatlichen wie die regionalen Planungen bedürfen der Genehmigung durch die Europäische Kommission.